# Emoia pallidiceps
Espèce
Synonymes
- Emoa pallidiceps De Vis, 1890
- Lygosoma mehelyi Werner, 1899

Emoia pallidiceps est une espèce de sauriens de la famille des Scincidae.

## Répartition
Cette espèce se rencontre en Nouvelle-Guinée, dans l'archipel Bismarck et dans les îles Salomon.

## Liste des sous-espèces
Selon The Reptile Database (19 septembre 2012) :
- Emoia pallidiceps mehelyi (Werner, 1899)
- Emoia pallidiceps pallidiceps (De Vis, 1890)

## Étymologie
Le nom spécifique pallidiceps vient du latin pallidus, pâle, et de ceps, la tête, en référence à l'aspect de ce saurien.

## Publications originales
- De Vis, 1890 : Reptiles from New Guinea. Proceedings of the Linnean Society of New South Wales, sér. 2, vol. 5, p. 497-500 (texte intégral).
- Werner, 1899 : Beiträge zur Herpetologie der pacifischen Inselwelt und von Kleinasien. I. Bemerkungen über einige Reptilien aus Neu-Guinea und Polynesien. II. Über einige Reptilien und Batrachier aus Kleinasien. Zoologischer Anzeiger, vol. 22, p. 371–378 (texte intégral).